# Gorouol-Kollé
Pour les articles homonymes, voir Kollé.
Ne doit pas être confondu avec Gorouol-Kadjé.
Gorouol-Kollé est une localité située dans le département de Bani de la province du Séno dans la région Sahel au Burkina Faso.